# 横公鱼
横公鱼，为中国古代的妖怪，生活在北方大荒叫石湖的湖，此湖一直结冰，僅在夏至左右五六十日期間解冰。橫公魚長度有七八尺，形状像鲤鱼，呈红色，白天在水中，晚上会变成人形。针刺不进去，煮也不死，用两颗乌梅煮就会死，吃了可以去掉邪病。记载在《神异经》的《北方荒经》中。

## 参看
中国妖怪列表
鹿化鲨